# Haplogrup G del cromosoma Y humà
L'haplogrup G del cromosoma Y humà és un haplogrup format a partir de l'haplotip M201 del cromosoma Y humà.
L'haplogrup G té una freqüència total baixa en la majoria de poblacions però es troba àmpliament distribuïda a Euràsia. És més freqüent en el Caucas, i també es troba a l'Àsia Menor el Pròxim Orient, els Balcans, Itàlia i amb freqüència decreixent a la resta del món.
Se sap poc sobre els seus orígens. És una branca de l'haplogrup F (M89), i es creu que es va originar fa més de 30.000 anys a l'Orient Pròxim o potser tan lluny com als monts de l'Himàlaia, el Pakistan o l'Índia.